# Plankalkül
A
Plankalkül (plan calculus) egy programnyelv, amelyet 1942 és 1946 között fejlesztett Konrad Zuse mérnöki célokra.
Joggal tart számot az első számítógépre tervezett magas szintű programnyelv címére. Tartalmazott értékadó utasításokat, alrutinokat, feltételes utasításokat, ismétléseket, lebegőpontos számításokat, tömböket, hierarchikus rekordszerkezeteket, előfeltételezést, kivételkezelést és más fejlett tulajdonságokat, mint például a célvezérelt végrehajtás. Először 1972-ben publikálták, és az első fordítóprogramot 2000-ben hozták létre a Berlini Egyetemen.